# Drag, Nordland

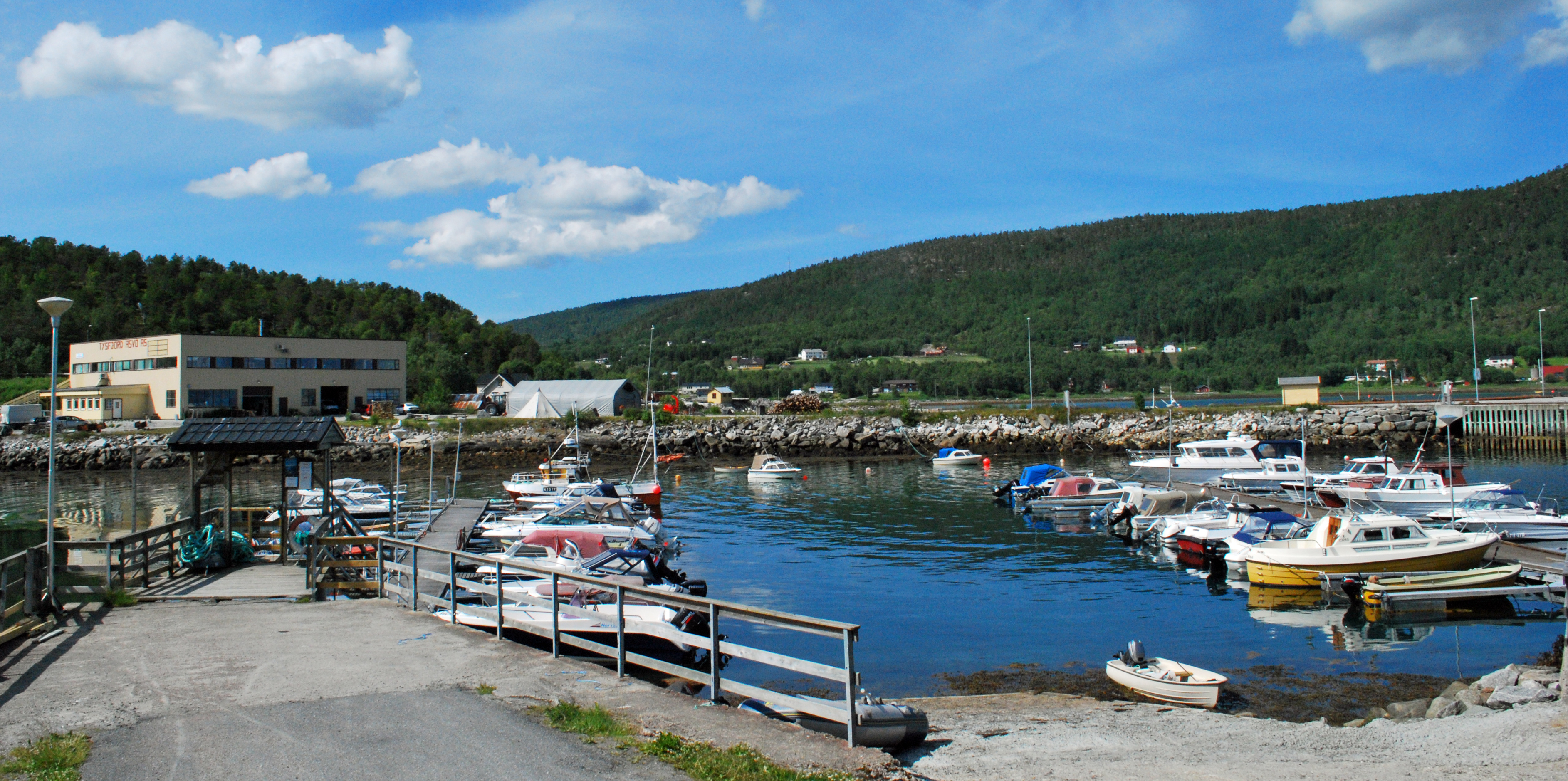
Drags småbåthamn.

Drag (lulesamiska: Ájluokta) är en tätort i Hamarøy kommun i Nordland fylke i norra Norge. Orten ligger cirka 200 kilometer norr om staden Bodø och omkring 120 kilometer söder om staden Narvik. Det finns färjeförbindelse mellan Drag och Kjøpsvik på andra sidan Tysfjorden. 
Sedan den 1 januari 2020 har Drag varit en del av Hamarøy kommun (lulesamiska: Hábmera suohkan), detta sedan den västra delen av dåvarande Tysfjords kommun (lulesamiska: Divtasvuona suohkan) slagits samman med Hamarøy kommun. Orten Drag tillörde tidigare dåvarande Tysfjords kommun. 
Det lulesamiska kulturcentret Árran ligger i Drag. 

## Andra världskriget
Den tyska ockupationsmakten etablerade en stor verksamhet i Tysfjord. Cementfabriken i Kjøpsvik var viktig, och riksväg 50 och Polarbanan skulle byggas. Krigsfångar var viktig arbetskraft vid sidan om tyska och norska anläggningsarbetare. I Drag byggdes flera fängelser: ett polackläger, ett tjeckläger och tre ryssläger för sovjetiska fångar.
Vid krigets slut fanns omkring 1 000 ryssar, 285 polacker och 175 tjecker i Drag. Två fångläger för ryssarna, samt rysskyrkogården låg väster om Havnneset i Drags centrum. Fånglägret för polackerna låg vid vägen mot ett näs in mot Dragsvannet och lägret för tjeckerna låg vid vägen söder om Dragsvannet.